# Margot e Maroie
Margot e Maroie (fl. XIII secolo) sono state due troviere di Arras, in Piccardia, Francia.
Il loro solo componimento poetico pervenutoci è un'unica "canzone di dibattito", ovvero jeu-parti (vedi anche partimen). Questa canzone sopravvive in due manoscritti, ognuna delle quali con melodie separate e senza "legami di parentela".